# 25640 Klintefelt
25640 Klintefelt è un asteroide della fascia principale. Scoperto nel 2000, presenta un'orbita caratterizzata da un semiasse maggiore pari a 2,8511367 UA e da un'eccentricità di 0,0502525, inclinata di 3,34413° rispetto all'eclittica.